# Pararge kuatunensis
Pararge kuatunensis är en fjärilsart som beskrevs av Clayton Dissinger Mell 1939. Pararge kuatunensis ingår i släktet Pararge och familjen praktfjärilar. Inga underarter finns listade i Catalogue of Life.